# Friedrich Ferdinand Hempel
Friedrich Ferdinand Hempel (* 6. September 1778 in Treben bei Altenburg; † 4. März 1836 in Pest) war ein deutscher Jurist und Schriftsteller.

## Leben
Hempel war nach dem Studium der Rechtswissenschaften Hofadvokat und Notar in Altenburg, verlor aber diese Stellung wegen Insolvenz und wurde ausgewiesen. Er lebte später in Odessa und Pest als Schriftsteller, der seine Werke unter vielfältigen Pseudonymen herausbrachte. Bedeutend ist sein zweibändiges Reimlexikon, das in Arno Schmidts Erzählung Caliban über Setebos dem Orpheus "Georg Düsterhenn" als "Leyer" beigegeben wird.

## Werke (Auswahl)
- Abbildung und Beschreibung der Völkerstämme und Völker unter des Russischen Kaisers Alexander menschenfreundlichen Regierung Oder Charakter dieser Völker aus der Lage und Beschaffenheit ihrer Wohnplätze entwickelt und in ihren Sitten, Gebräuchen und Beschäftigungen nach den angegebenen Werken der in- und ausländischen Litteratur dargestellt.  Industrie-Comptoir, Leipzig 1803. (Digitalisat)
- Die Strafen der Chinesen. In XXII ausgemalten Kupfern dargestellt. Industrie-Comptoir, Leipzig 1804 (Digitalisat)
- (mit  Christian Gottfried Heinrich Geißler) Mahlerische Darstellungen der Sitten, Gebräuche und Lustbarkeiten bey den Russischen, Tatarischen, Mongolischen und andern Völkern im Russischen Reich. Baumgärtner, Leipzig [1804] (Digitalisat)
- Aphorismen über den Kuß. Ein Geschenk für die kußlustige und kußgerechte Welt. Solbrig, Leipzig 1808. (Digitalisat)
- Nachtgedanken über das A-B-C-Buch. Für alle, welche buchstabiren können. Mit Noten und Holzschnitten. Gräff, Leipzig 1809. (Digitalisat)
- Politische Stachelnüsse gereift in den Jahren 1813 - 1814. Von Spiritus Asper. Brockhaus, Leipzig 1814. (Digitalisat)
- Herzog August von Sachsen-Altenburg und seine Bauern. Altenburg 1819.
- (unter dem Pseudonym „Peregrinus Syntax“) Allgemeines deutsches Reimlexikon. 2 Bände. Brockhaus, Leipzig 1826 (Digitalisat: Bd. 1, Bd. 2).